# Barajamda
Barajamda là một census town ở quận Pashchimi Singhbhum ở bang Jharkhand, Ấn Độ.

## Cơ cấu dân số
Theo cuộc điều tra dân số năm 2001 ở Ấn Độ,India Brajamda có dân số 7691 người. Nam giới chiếm 52% và nữ giới chiếm 48% dân số. Barajamda có tỷ lệ biết chữ bình quân 52%, thấp hơn mức trung bình quốc gia 59,5%; với 62% đàn ông và 38% phụ nữ biết chữ. 17% dân số dưới 6 tuổi.